# Risdonius lind
Risdonius lind är en spindelart som beskrevs av Norman I. Platnick och Forster 1989. Risdonius lind ingår i släktet Risdonius och familjen Anapidae.
Artens utbredningsområde är Victoria, Australien. Inga underarter finns listade i Catalogue of Life.